# Карпатоска и Касоска епархия
Карпатоската и Касоска епархия (на гръцки: Ιερά Μητρόπολη Καρπάθου και Κάσου) e епархия на Вселенската патриаршия, разположена на егейските гръцки острови Карпатос и Касос. Диоцезът съществува от IV век. Титлата Митрополит на Карпатос и Касос, ипертим и екзарх на Цикладските острови (Μητροπολίτης Καρπάθου καί Κάσου, ὑπέρτιμος καί ἔξαρχος Κυκλάδων Νήσων) се носи от Амвросий.

## История
Карпатос става епископия на Родоската митрополия в IV век. В първата половина на VI век епархията е повишена в архиепископия. Островът е завладян от Латинската империя в 1204 година, от Никейската империя в 1224 г., от Генуа в 1272 г., от Венеция в 1306 г., Родоските рицари в 1311 г. и отново Венеция в 1315 г. В 1537 година и Карпатос и Касос са завладени от Османската империя. В 1912 година стават италиански, а от 1948 година – гръцки. По време на католическата власт на островите епархията е закрита. В 1562 година архиепископията е възстановена и на 1 май 1865 година е повишена в митрополия.
Митрополията граничи със Симийската на север – островите Тилос и Халки, с Родоската на североизток, с Йерапитненската митрополия на Крит на югозапад и с Лероската на северозапад – остров Астипалея. Други острови, част от диоцеза са Сария и Сирна. Катедрата е в Апери на Карпатос.

## Предстоятели
Карпатоски и Касоски архиепископи
| Име       | Име       | Управление                  | Забележка                         | Години         |
| --------- | --------- | --------------------------- | --------------------------------- | -------------- |
| Партений  | Παρθένιος | ноември 1754 – 23 юни 1760  | подал оставка                     | ? - 1800       |
| Даниил    | Δανιήλ    | август 1764 – 2 юни 1793    | подал оставка                     | ? - около 1795 |
| Неофит II | Νεόφυτος  | юни 1793 – есен 1832        |                                   | ? - 1833       |
| Методий   | Μεθόδιος  | есен 1832 – 18 ноември 1864 | по-рано родоски м., подал оставка | ? – 1868       |

Карпатоски и Касоски митрополити
| Име         | Име         | Управление                                                              | Забележка                                                                          | Години      |
| ----------- | ----------- | ----------------------------------------------------------------------- | ---------------------------------------------------------------------------------- | ----------- |
| Никифор III | Νικηφόρος   | 17 февруари 1865 – януари 1869                                          | повишен в митрополит на 1 май 1865 година, уволнен                                 |             |
| Игнатий     | Ιγνάτιος    | 16 януари 1869 – 22 февруари 1875                                       | от троадски т.е. (август 1862), подал оставка                                      |             |
| Герасим     | Γεράσιμος   | 8 март 1875 – ноември 1885                                              | в проедър на Поленинска е.                                                         | 1828 – 1888 |
| Нил         | Νείλος      | 23 юни 1886 – 5 август 1889                                             | от еритрейски т.е. (13 август 1883), подал оставка                                 | ? – ≥ 1894  |
| Софроний    | Σωφρόνιος   | 5 август 1889 – 31 май 1897                                             | от анхиалски м., в еласонски м.                                                    | ? – 1911    |
| Агатангел   | Αγαθάγγελος | 31 май 1897 – 31 юли 1908                                               | от еритрейски т.е. (17 април 1890), в коски м.                                     | ? – 1924    |
| Евгений     | Ευγένιος    | 30 юли 1908 – 28 май 1912 †                                             | от синадски т.е. (17 юни 1899)                                                     | 1843 – 1912 |
| Герман      | Γερμανός    | 9 юни 1912 – 27 януари 1940 †                                           | от милитуполски т.е. (13 април 1907), заточен на Кастелоризо от 6 юли 1922 до 1924 | 1865 – 1940 |
| Апостол     | Απόστολος   | 6 август 1950 – 13 февруари 1975                                        | в еноски м.                                                                        | 1915 – 1977 |
| Георгий     | Γεώργιος    | 23 февруари 1975 – 16 септември 1980, подал оставка, 30 октомври 1991 † | от епархия м.                                                                      | 1918 – 1991 |
| Нектарий    | Νεκτάριος   | 16 септември 1980 – 24 май 1983                                         | в лероски м.                                                                       | 1932 – 2009 |
| Амвросий    | Αμβρόσιος   | 19 юни 1983 –                                                           |                                                                                    | 1939 –      |